# Cimafiej Kałaczou
Cimafiej Siarhiejawicz Kałaczou (biał. Цімафей Калачоў, ros. Тимофей Сергеевич Калачёв, Timofiej Siergiejewicz Kałaczow; ur. 1 maja 1981 w Mohylewie) – białoruski piłkarz, grający na pozycji pomocnika, reprezentant Białorusi.
Jego atrybuty fizyczne to 172 cm i 69 kg. W reprezentacji Białorusi wystąpił 63 razy. Obecnie występuje w rosyjskim zespole FK Rostów. Wcześniej występował w białoruskich zespołach takich jak: Dniapro Mohylew i Szachcior Soligorsk, ukraińskie Szachtar Donieck i Ilicziwiec Mariupol oraz rosyjskie FK Chimki i Krylja Sowietow Samara.